# Centrolepis inconspicua
Centrolepis inconspicua är en gräsväxtart som beskrevs av William Vincent Fitzgerald. Centrolepis inconspicua ingår i släktet Centrolepis och familjen Centrolepidaceae. Inga underarter finns listade i Catalogue of Life.